# Lebogang Phiri
Lebogang Phiri (født 9. november 1994) er en professionel sydafrikansk fodboldspiller, der spiller for Çaykur Rizespor i den tyrkiske Süper Lig. Han spiller primært på midtbanen som defensiv midtbanespiller.

## Karriere

### Brøndby IF
Phiri ankom i februar 2013 til Brøndby IF fra den sydafrikanske samarbejdsklub Bidvest Wits. Han skrev under på en 18-måneder lang lejeaftale.
Han fik sin førsteholdsdebut den 29. april 2013 i en udekamp mod Odense Boldklub. Han scorede sit første mål for klubben den 16. maj 2013. Hans andet mål sikrede, at Brøndby IF ikke rykkede ned efter sæsonen 2012-13, da han scorede det afgørende mål i sidste runde mod AC Horsens.
Lebogang Phiri skrev den 28. juni 2013 under på en fireårig kontrakt, der holdt ham i klubben frem til sommeren 2017.

### En Avant Guingamp
Den 30. maj 2017 blev det offentliggjort, at Phiri skifter til EA Guingamp som spiller i den franske Ligue 1. Brøndby IF havde i længere tid forsøgt at forhandle en ny kontrakt på plads med ham, da hans kontrakt udløber i slutningen af juni 2017, men det lykkedes dem ikke at blive enige. Kontrakten med EA Guingamp gælder til sommeren 2021.